# Рафаель Рамірес Домінгес
Рафаель Рамірес Домінгес (Кордова, Іспанія, 17 вересня 1965) — колишній футбольний арбітр, що судив матчі найвищої іспанської ліги. Член Комітету арбітрів Андалусії.

## Кар'єра
Рафаель Рамірес працює директором з виробництва Seur у Кордові. До рівня Ла-Ліги підвищився в сезоні 2000—2001. Дебютним для нього в Ла-Лізі став матч між командами «Расінг» (Сантандер) і «Депортіво» (Ла-Корунья) (0-3), що відбувся 16 вересня 2000 року. Кар'єру арбітра завершив у сезоні 2010—2011, відсудивши за 11 років понад 200 матчів Ла-Ліги і Копа дель Рей. Він ніколи не носив значок ФІФА, однак був призначений четвертим арбітром у 5 матчах національних збірних, 4 — U-21, 8 — U-16, 14 — Кубка УЄФА та 11 — Ліги чемпіонів, а також як головний арбітр обслуговував матчі в лізі Саудівської Аравії.